# Lufkin Industries

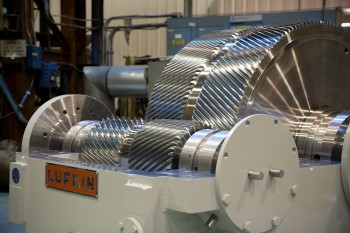
Transmission Lufkin.

Lufkin Industries (NASDAQ : LUFK) est une entreprise industrielle américaine basée à Lufkin (Texas) .

## Histoire
Fondée en 1902 au Texas, elle produit des outils de transmission mécanique, éléments de turbines, outils de pompage pétrolier et équipements électriques. En 1925, la société se développe dans l'industrie pétrolière.
La division Power Transmission Division produit des boites transmettant jusque 25 tonnes ou 85 000 chevaux. Son PDG est John (Jay) F. Glick. L'entreprise acquiert en 1998 l'entreprise française Comelor, basée à Fougerolles (Haute-Saône), devenue Lufkin France et qui abrite le siège européen est spécialisée dans la transmission et les turbines. Une nouvelle unité d’exploitation pétrolière est en construction en Roumanie.
En avril 2013, General Electric annonce le rachat de Lufkin Industries pour 2,98 milliards de dollars.
En juin 2020, Baker Hughes, elle-même issue d'une scission de General Electric, annonce la scission de son activité "rod lift" sous le nom de Lufkin Industries.
En octobre 2020, Lufkin Industries annonce l'acquisition des activités nordaméricaines de Schlumberger dédiées à la technologie "rod lift".